# Bunodactis hermaphroditica
Bunodactis hermaphroditica is een zeeanemonensoort uit de familie Actiniidae. De anemoon komt uit het geslacht Bunodactis. Bunodactis hermaphroditica werd in 1959 voor het eerst wetenschappelijk beschreven door Carlgren. 